# Донгак, Уран Алдын-ооловна
Донгак Уран Алдын-ооловна (22 мая 1963 года, г. Кызыл, Тувинская АССР) — литературовед, кандидат филологических наук, заведующая сектором литературы Тувинского института гуманитарных и прикладных социально-экономических исследований; член Международной ассоциации монголоведения (г. Улан-Батор, Монголия).

## Биография
Донгак Уран Алдын-ооловна родилась 22 мая 1963 года в городе Кызыле Тувинской АССР в семье поэтессы Зои Алдын-ооловны Намзырай. Окончила Кызылскую среднюю школу № 2, филологический факультет Кызылского государственного педагогического института (1986), аспирантуру Якутского госуниверситета (1994—1999). Диссертация защищена на тему «Тувинское стихосложение». Работала учителем русского языка и литературы школы № 2 г. Кызыла (1986—1990). С 1990 г. работает научным сотрудником Тувинского института гуманитарных исследований: сначала в качестве м.н.с. (1990—1995), затем — с.н.с. (1995—2007), в.н.с. (с 2007), заведующая сектором литературы (2010); заместитель директора по науке (2000—2001). С 2001 по 2007 г.г. проходила стажировку и заочную докторантуру в секторе литературоведения Института филологии СО РАН (г. Новосибирск). С марта 2010 г. и поныне заведует сектором литературы института.Параллельно с основной научной деятельностью она работала редактором журнала «Башкы» (2000); читала курсы «Тувинская детская литература» и «Введение в литературоведение» в ТывГУ (2002); работала методистом научно-методического отдела РЦНТД при Министерстве культуры и духовного развития (2005—2006); с 2006 г. по май 2012 г. вела научное руководство над инновационным экспериментальным проектом ЦРНШ при Министерстве образования и науки РТ «Школьный литературно-краеведческий музей им. С. А. Сарыг-оола» в Дус-Дагской МСОШ.
Литературную деятельность начала с 1990 года. Уран Алдын-ооловна — автор 104 публикаций, в том числе двух книг «Тувинское стихосложение» (2006), «Фольклор тувинцев Бай-Тайги: в записях от школьников» (сосост. Н. А. Алексеев, 2006); 44 научных докладов, 52 литературно-критических статей. Её работы печатались в республиканских, российских и зарубежных научных сборниках и журналах. Она — активный участник региональных и международных научных конференций, тесно сотрудничает с учеными Якутии, Бурятии, Хакасии, Горного Алтая, г. Новосибирска, Монголии, Германии и Франции. Член Союза писателей России (1999).

## Награды и звания
- Почетная грамота Тувинского института гуманитарных и прикладных социально-экономических исследований
- Почетная грамота Министерства образования и науки
- Почетная грамота Министерства культуры РТ
- Почетная грамота Верховного Хурала РТ.

- Диплом Ассамблеи народов России «За большой вклад в сохранение национальной самобытности и укрепление единства народов России» (2000)
- «Медаль Президента Монголии в честь 800-летия монгольской государственности» (2006)

- Почетной грамотой Председателя Правительства Республики Тыва (2012).